# Alexisonfire
Pour l'album éponyme, voir Alexisonfire (album).
Pour les articles homonymes, voir AOF.
Alexisonfire (prononcé « Alexis on fire ») ou AOF est un groupe de post-hardcore canadien, originaire de St. Catharines, en Ontario. Il est formé en 2001, dissous en 2012, et reformé en 2015.
Le groupe compte au total paraître trois albums studio à succès — Watch Out! en 2004, Crisis en 2006, et Old Crows/Young Cardinals en 2009 — chacun certifié disque de platine dans leur pays d'origine, en plus de trois albums en édition live depuis Manchester Academy, Birmingham Academy, et Brixton Academy,. En août 2011, George poste un message aux fans du groupe, suivi du départ de deux de ses membres, expliquant qu'Alexisonfire ferait une dernière tournée avant de se dissoudre.

## Biographie

### Alexisonfire(2001–2003)
Alexisonfire se forme fin 2001 après le départ de trois membres de leur groupe respectif. Pettit jouait de la basse dans un groupe de metal appelé Condemning Salem, Green était chanteur et guitariste dans un groupe appelé Helicon Blue, et MacNeil et Steele dans un groupe punk appelé Plan 9. Ces groupes se séparent à une même période, et Pettit, Steele, MacNeil et Green se regroupent avec la même passion pour la musique. Ils engagent le batteur Jesse Ingelevics, et forment Alexisonfire à St. Catharines, Ontario, au Canada. Le nom du groupe dérive d'Alexis Fire (en), une actrice pornographique. Cette dernière découvre que son nom est utilisé par le groupe et les menace de poursuite judiciaire pour atteinte aux droits d'auteur. Cependant, ce surnom n'ayant jamais officiellement servi, aucune action en justice n'a pu être effectuée. Le groupe fait paraître son premier EP, Math Sheet Demos en 2002. Le groupe attire par la suite l'attention de l'ingénieur son Greg Below, et du journaliste montréalais Mitch Joel. Ensemble, ils partent proposer leur talent au label Distort Entertainment, qui, par coïncidence, recherchait des artistes. Below travaillait avec EMI à cette période, et réussit à conclure un contrat entre le label et le groupe.
Le 31 octobre 2002, Alexisonfire est commercialisé, avec une couverture présentant deux filles de l'école catholique s'engageant dans un combat de couteau, une image qui caractérise la sonorité du groupe. Bien que l'album ai été distribué par EMI, son succès provient principalement du bouche-à-oreille. Le groupe engage une tournée promotionnelle pour son album au Canada, et met un pied dans la scène américaine et européenne aux côtés de Billy Talent, GWAR, Juliana Theory, Godsmack et Glassjaw. En octobre 2005, Alexisonfire est certifié disque d'or au Canada avec 50 000 exemplaires vendus.

### Watch Out!etCrisis(2004–2007)
Alexisonfire se popularise considérablement chez les labels majeurs, à la suite du succès de son premier album. Cependant, alors qu'il a l'idée d'enregistrer un second album, le groupe pense, pour des raisons artistiques, rester indépendant. Malgré ça, il reste au label Distort Entertainment, et enregistre ce nouvel album aux côtés de Julius Butty dans son studio d'enregistrement près d'Hamilton (Ontario). Watch Out! est commercialisé le 29 juin 2004, et devient un succès immédiat. Il débute à la 6e place du Nielsen Soundscan Top 200 pendant douze semaines, et certifié disque d'or. Le 14 juin 2005, Alexisonfire poste, sur son site officiel, l'annonce du départ du batteur Jesse Ingelevics qui désirait passer plus de temps avec sa famille et sa fiancée.
Le 22 août 2006, le groupe fait paraître son troisième album studio, Crisis, considéré comme le meilleur album à ce jour par AllMusic. Pour la promotion de l'album, le groupe part en tournée à travers tout le Canada aux côtés de Every Time I Die, Cancer Bats et Attack in Black ; ce dernier signera au label Distort Entertainment. Tout de suite après cette tournée, le groupe par en tournée aux États-Unis avec Moneen, Cancer Bats, et A Change of Pace. Sur la scène, le groupe est l'un des plus célèbres du Canada. En tournée avec Anti-Flag, Norma Jean les remplace temporairement, cependant Anti-Flag repart aux côtés des groupes Saosin et The Bled. Dans leur tournée britannique en 2007, le groupe joue aux côtés de Saosin et The Ghost of a Thousand.

### Old Crows / Young CardinalsetDog's Blood(2008–2010)
En juillet 2008, des rumeurs circulent concernant Alexisonfire sur le point de se séparer. Wade MacNeil répond pour rigoler lors d'une entrevue avec short.fast.loud : « Depuis que Dallas a emménagé à Los Angeles, on ne se parle plus trop. Alors j'en sais rien. Faut attendre puis voir. Je dirais pas qu'Alexisonfire se sépare. Mais ahhh..... si, je dirais qu'Alexisonfire se sépare.. » Cette blague de MacNeil est expliquée lors d'une conférence avec le label Distort Entertainment et le groupe : « ce qui a démarré avec une blague face aux médias a pris beaucoup plus d'ampleur qu'on ne l'imaginait. On pensait qu'il fallait remettre ça au clair. Alexisonfire NE se sépare PAS. On travaille en ce moment sur un nouvel album, et nous travaillons ensemble main dans la main. » Alexisonfire révèle le titre de son nouvel album à Hamilton, en Ontario, le 20 décembre 2008. L'album prévu pour 2009, est intitulé Young Cardinals, à cette période. Le groupe explique la nouvelle direction musicale de l'album : « les fans auront la chance d'entre Alexisonfire à la limite du "nouveau, du bizarre". [...] Alexisonfire reste heavy, et c'est ce qu'on aime. J'ai beaucoup de nouvelles idées qui, je pense, devraient plaire. Je voudrai en quelque sorte ajouter une lourde atmosphère aux chansons que j'ai composées. [...] Sur notre album, je voulais pas faire ça parce que c'était tellement agressif... »
Alexisonfire commence l'enregistrement de Old Crows / Young Cardinals le 1er février 2009 et s'achève pratiquement dès le 1er mars 2009 ; Seuls les leads, overdubs, et chants ont été abandonnés avant le mixing et le mastering. Le 11 mars 2009, le blog officiel du studio annonce ceux nouvelles pistes que seront Midnight Regulation et Emerald St. Le 31 mars 2009, Alexisonfire signe chez Dine Alone Records. Le groupe est ensuite confirmé pour le Warped Tour 2009. Le 20 avril 2009, Alexisonfire fait paraître le premier single Young Cardinals de son futur quatrième album à la radio, avant sa commercialisation officielle le 12 mai 2009. Le vidéoclip passe initialement sur MuchOnDemand le 15 mai 2009. L'album, lui, est annoncé pour le 26 juin 2009.Le 22 septembre 2009, aux XM Verge Music Awards, Dallas Green annonce la parution d'un nouvel EP, Dog's Blood, fin 2010. Automne 2009, le groupe participe au Eastpak Antidote Tour en Europe aux côtés de Anti-Flag, Four Year Strong et The Ghost of a Thousand. Le 16 février 2010, le groupe est programmé pour jouer aux jeux olympiques d'hiver de 2010 de Live City Yaletown.

### Séparation et dernière tournée (2011–2012)

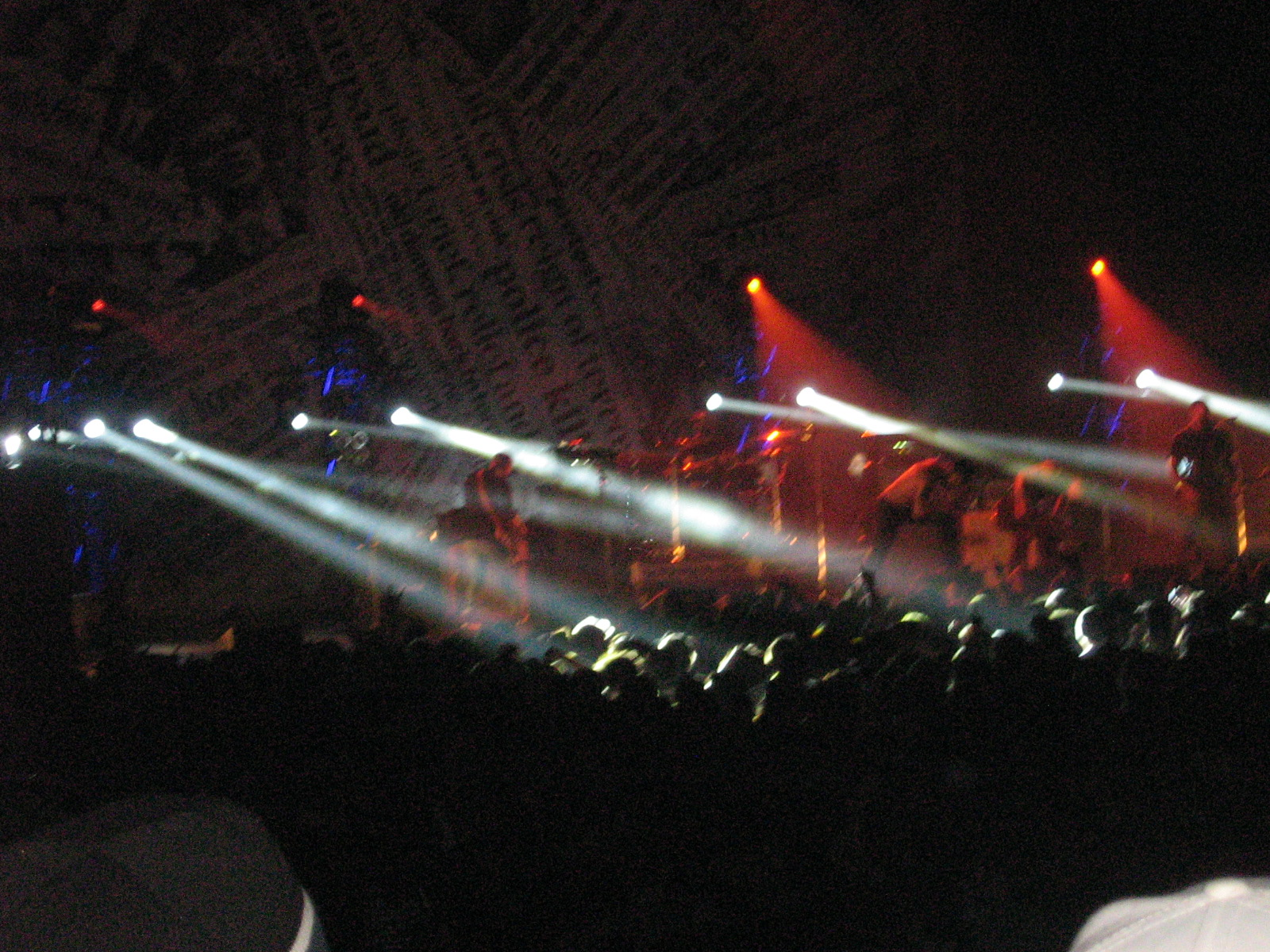
Alexisonfire, à Vancouver, pour leur tournée d'adieu.

Dallas Green informe au reste du groupe son départ d'Alexisonfire en 2010. Green se met d'accord avec le reste du groupe pour ne pas annoncer ce départ. Le 14 février 2011, sur sa page officielle Twitter, Alexisonfire annonce l'écriture d'un cinquième album studio, avec en commentaire « ça sera si heavy, que Dog's Blood à côtés ressemblera à du ska. »
Cependant, le 5 août 2011, Alexisonfire annonce son intention de se dissoudre. Comme explication, George Pettit cite le départ de Dallas Green du groupe pour se focaliser uniquement sur City and Colour, le départ de Wade MacNeil pour un autre groupe, par la suite révélé être le futur chanteur du groupe Gallows, et autres raisons personnelles. Pettit décrit cette séparation comme « brutale ». Alexisonfire planifiait de célébrer ses dix ans de carrière musicale lors d'une tournée, accompagnée d'une « série de parution », bien qu'à la base Green ne souhaitait plus participer à quoi que ce soit avec le groupe.
Au Record Store Day 2012, Alexisonfire et Dine Alone font de nouveau paraître Math Sheet Demos, avec des démos préparées en pré-production de leur tout premier album éponyme. En juillet 2012, Green explique avoir été en contact avec les membres d'Alexisonfire, et que lui et MacNeil considérait préparer un show final [pour Alexisonfire]. En décembre 2012 – 15 mois après l'annonce officielle de sa dissolution — Alexisonfire participe à leur farewell tour international qui s'arrêtera au Canada, au Royaume-Uni, en Australie et au Brésil, avec à l'origine neuf dates de prévues. Devant la demande grandissante, la tournée s'étend à 15 dates. Le groupe a également fait paraître un boxset de tous ces albums studio, EP, démos et B-sides. En décembre, un EP intitulé Death Letter paraît, avec de nouvelles interprétations des chansons présentées dans les quatre précédents albums du groupe.

### Retour (depuis 2015)
Le 19 septembre 2015, lors d'un dernier concert au Riot Fest à Toronto, en Ontario, MacNeil annonce sur scène le retour officiel du groupe. Cependant, le groupe clarifie sur Facebook qu'il n'y aurait pas de « plan immédiat » concernant de nouvelles musiques ou tournées. Le 12 février 2016, le groupe publie l'album live Live at Copps, enregistré le 30 décembre 2012, au Copps Coliseum d'Hamilton, pendant leur tournée d'adieu. L'album est publié en téléchargement payant sur iTunes, ainsi qu'en format coffret quatre vinyle et en DVD Blu-ray.
Le 22 juin 2016, le groupe est annoncé pour le UNIFY Gathering 2017 de Victoria, en Australie.
Le 22 février 2017, ils sont annoncés au Montebello Rockfest du 22 au 25 juin 2017 à Montebello, au Québec.

## Projets parallèles

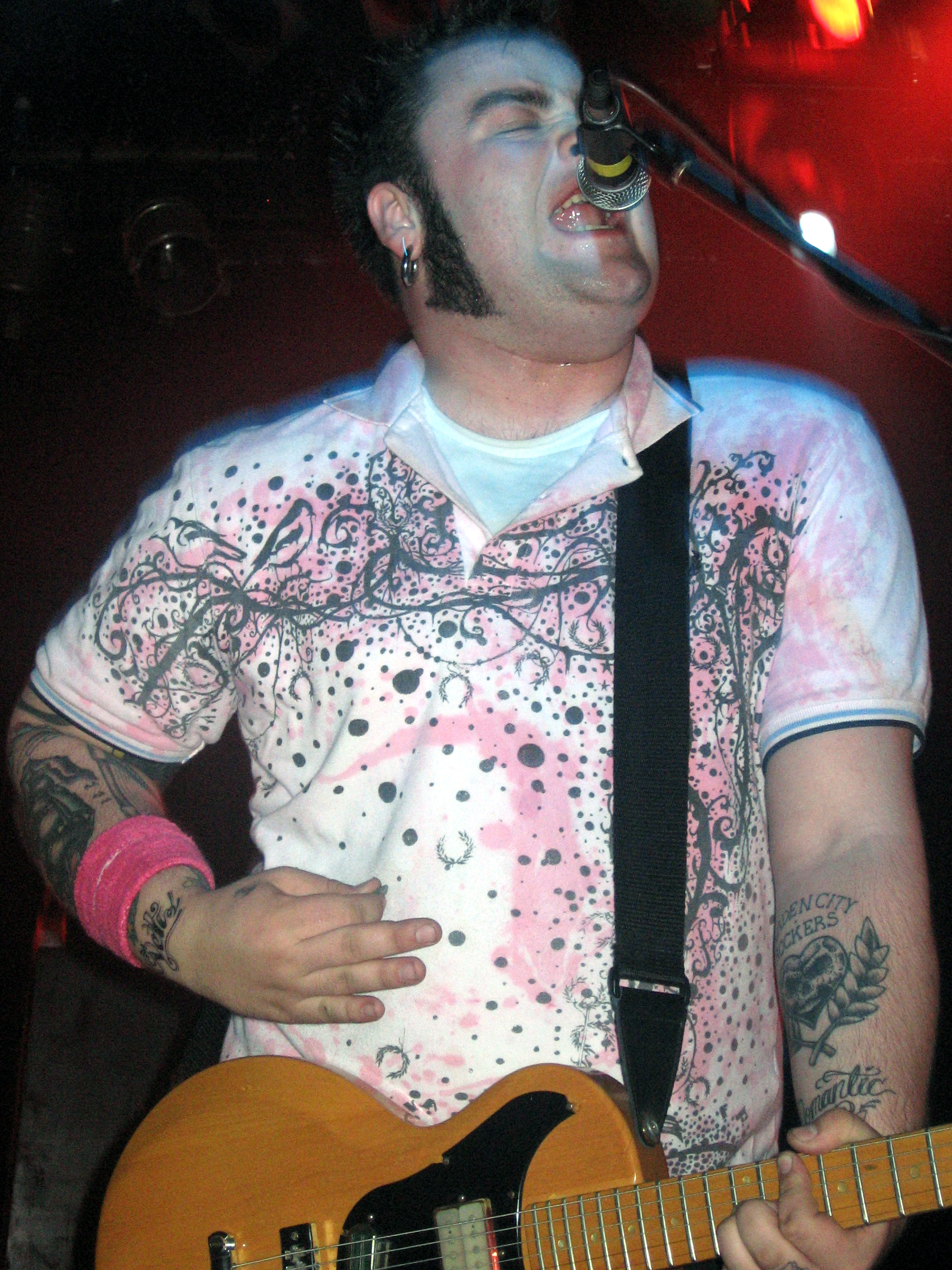
Wade MacNeil, Londres (Angleterre) en octobre 2005.

### City and Colour
City and Colour est le projet de musique acoustique à grand succès de Dallas Green, sous lequel il a fait paraître deux EP, Missing EP et The Death of Me ; quatre albums studio, Sometimes, Bring Me Your Love, Little Hell et The Hurry and the Harm ; et un album live, Live ; tous sortis sous le label Dine Alone Records. La chanson d'Alexisonfire, Where No One Knows, était originellement (en partie), une chanson de Dallas Green (en tant que City and Colour) dont les paroles figure sur la piste Sam Malone. Similairement, Dallas Green aurait écrit la chanson Side Walk When She Walks en tant que City and Colour avant qu'elle ne soit enregistrée par Alexisonfire. Le nom du groupe est dérivé du nom de Dallas Green, Dallas étant une ville, et Green une couleur (vert). Avec ce projet, il signe des collaborations avec The Tragically Hip de Gordon Downie et Attack in Black. Il a également fait gagner à Dallas deux Juno Awards dans les catégories « Nouvel artiste de l'année » en 2007 et « Auteur-compositeur de l'année » en 2009.

### Black Lungs
Black Lungs est un groupe formé par Wade McNeil. Originellement, le groupe était composé de George Pettit, Jordan « Ratbeard » Hastings et Sean McNab du groupe The Creepshow et du groupe maintenant dissous Jersey. Après avoir effectués quelques concerts, le groupe se sépare, laissant Wade MacNeil pour seul membre, après quoi il deviendra essentiellement le projet solo de MacNeil. Sammi Bogdanski, la sœur de l'ancienne petite amie de Wade, contribua au piano à l'album Send Flowers qui sortit le 20 mai 2008 sous le label Dine Alone Records.
Début 2008, Wade annonce une tournée avec Cancer Bats et A Textbook Tragedy. Le groupe de Black Lungs pour cette série de concerts était composé de Liam de Cancer Bats aux percussions, George de Alexisonfire à la basse, et Harris de Moneen au clavier. La tournée prit place dans l'Est du Canada, se concentrant principalement sur l'Ontario et le Québec avec quelques arrêts en Île-du-Prince-Édouard, au Nouveau-Brunswick et en Nouvelle-Écosse. Après cela, Black Lungs partit également en tournée dans tout le Canada avec Cancer Bats et Johnny Truant. Pat Pengelly, originellement de Bedouin Soundclash, remplaça Liam aux percussions. Black Lungs est actuellement composé de Wade à la guitare et au chant, de Phil Waring à a basse, de George Clark aux percussions et de Scott à la guitare.

### Bergendield Four
George Pettit donna un concert le 1er septembre 2006 avec les membres de Attack in Black, Keep It Up et Fucked Up. Le groupe est nommé Bergendield Four d'après les suicides de Bergenfield au New Jersey. Le quatuor sort un vinyle sous le label LowDown Records.

### Cunter
Le percussionniste Jordan Hastings joue dans le supergroupe de punk hardcore Cunter avec ses amis de Moneen. Le groupe se forma début 2009, sous le nom originel de Hunter, à Brampton, en Ontario. Cunter passa à la station radio de Toronto, Edge on Punk-O-Rama, un jour après que Young Cardinals fut joué pour la première fois sur la même station.

## Membres

### Membres actuels
- Georges Pettit - chant (2001–2011, 2012, depuis 2015)
- Dallas Green - chant, guitare rythmique (2001–2010, 2012, depuis 2015)
- Wade McNeil - chant, guitare solo (2001–2011, 2012, depuis 2015)
- Chris Steele - basse (2001–2011, 2012, depuis 2015)
- Jordan « Ratbeard » Hastings - batterie (2005–2011, 2012, depuis 2015)

### Ancien membre
- Jesse Ingelevics - batterie (2001-2005)

## Discographie

### Albums studio
- 2002 : Alexisonfire
- 2004 : Watch Out!
- 2006 : Crisis
- 2009 : Old Crows / Young Cardinals
- 2010 : Dog's Blood
- 2012 : Death Letter
- 2022 : Otherness

### Autres
- 2005 : Switcheroo: Alexisonfire vs. Moneen (split-EP avec Moneen)
- 2015 : Reading Festival
- 2016Live at Copps (album live)

## Vidéographie
| Année | Titre de la Chanson                                                        | Album                                          |
| ----- | -------------------------------------------------------------------------- | ---------------------------------------------- |
| 2002  | Pulmonary Archery                                                          | Alexisonfire                                   |
| 2003  | Counterparts and Number Them                                               | Alexisonfire                                   |
| 2004  | Waterwings (And Other Pool Side Fashion Faux Pas)                          | Alexisonfire                                   |
| 2004  | Accidents                                                                  | Watch Out!                                     |
| 2005  | No Transitory                                                              | Watch Out!                                     |
| 2005  | Hey, It's Your Funeral Mama!                                               | Watch Out!                                     |
| 2006  | Passing Out In America/Accidents Are On Purpose (double vidéo avec Moneen) | The Switcheroo Series: Alexisonfire vs. Moneen |
| 2007  | This Could Be Anywhere in the World                                        | Crisis                                         |
| 2007  | Boiled Frogs                                                               | Crisis                                         |
| 2007  | Rough Hands                                                                | Crisis                                         |
| 2009  | Young Cardinals                                                            | Old Crows / Young Cardinals                    |
| 2009  | Born and Raised                                                            | Old Crows / Young Cardinals                    |
| 2010  | The Northern                                                               | Old Crows / Young Cardinals                    |